# Chiromyscus langbianis
Chiromyscus langbianis is een knaagdier uit het geslacht Chiromyscus dat voorkomt in de tropische regenwouden van Noordoost-India, de Myanmar, Thailand ten noorden van de Landengte van Kra, Zuidwest-Cambodja, Laos en Vietnam. Het voorkomen van deze soort in de Chinese provincies Sichuan, Guizhou en Yunnan is niet bevestigd. Deze soort leeft in bomen.
De bovenkant van dit dier is bruingrijs, de onderkant wit of crèmekleurig. Op de grens daartussen loopt meestal een oranjegele streep. De flanken zijn wat lichter dan de rug. De vacht is vrij lang en zacht. De oren zijn relatief groot. De kop-romplengte bedraagt 113 tot 147 mm, de staartlengte 151 tot 205 mm, de achtervoetlengte 27 tot 31 mm en de oorlengte 19 tot 24 mm.